# Karatakus
Karatakus (Caratacus) – król i wódz plemienia Katuwelaunów w latach 43-50 n.e., syn Cunobelinusa.
Kiedy ok. 35 r. zmarł król Atrebatów Epaticcus, Karatakus zmusił do ucieczki do Rzymu pretendenta do władzy po Epaticcusie – Werykę. Cesarz Klaudiusz uznał interwencję w Brytanii za działanie właściwe dla legitymizacji swej władzy. W obronie przed inwazją Rzymian Karatakus prowadził głównie wojnę podjazdową, wskutek czego utracił m.in. swoją stolicę Camulodunum. Po tej porażce zbiegł do Walii, gdzie przewodził Sylurom i Ordowikom. W 51 r. Ostoriusz Skapula pokonał go w bitwie nad rzeką Severn, a kiedy schronił się na ziemiach plemienia Brygantów, ich królowa Kartimandua wydała go Rzymianom.
Po uczestniczeniu w triumfie Klaudiusza w Rzymie, cesarz zgodził się, by Karatakus wystąpił przed senatem. Swą mową Karatakus wywołał tam podziw i w rezultacie senatorowie zgodzili się na jego uwolnienie. Resztę życia spędził w Rzymie wraz z rodziną.